# Lucas Destang
Lucas Destang (né le 24 juillet 1995 à Rauzan) est un coureur cycliste français.

## Palmarès sur route

### Par année
- 2010
  - 2e du championnat de France sur route cadets
- 2013
  - 2e étape des Boucles du Canton de Trélon
  - 2e des Boucles du Causse corrézien
  - 2e d'Au Tour des Juniors
- 2014
  - 2e étape du Grand Prix cycliste de Machecoul (contre-la-montre par équipes)
- 2015
  - 1re étape du Tour de Normandie
  - 2e étape de l'Essor breton (contre-la-montre par équipes)
  - 2e étape du Tour Nivernais Morvan (contre-la-montre par équipes)
- 2018
  - 3eb étape du Tour des Deux-Sèvres
- 2019
  - Prix des Quartiers d'Été

### Classements mondiaux
| Année           | 2015 |
| --------------- | ---- |
| UCI Europe Tour | 937e |

## Palmarès sur piste

### Championnats d'Europe
- Anadia 2013
  -  Médaillé de bronze de l'américaine juniors

### Championnats de France
- Hyères 2012
  -  Champion de France de poursuite par équipes juniors (avec Thomas Boudat, Mathias Le Turnier et Clément Barbeau)
- Hyères 2013
  -  Champion de France de poursuite par équipes juniors (avec Florian Leroyer, Jordan Levasseur et Damien Touzé)
  -  Champion de France de la course aux points juniors
  -  Champion de France de l'américaine juniors (avec Damien Touzé)
- Saint-Quentin-en-Yvelines 2014
  -  Champion de France de poursuite par équipes (avec Thomas Boudat, Julien Morice et Jean-Marie Gouret)
  - 2e de l'américaine
- Bordeaux-Hyères 2015
  - 3e de la poursuite par équipes
  - 3e de l'américaine